# فوك بوغدانوفيتش
فوك بوغدانوفيتش (بالسيريلية الصربية: Вук Богдановић) هو لاعب كرة قدم صربي في مركز قلب الدفاع، ولد في 3 أبريل 2002 في بلغراد في صربيا.